# 富爾馬尼夫卡 (卡緬涅茨-波多利斯基區)
48°39′12″N 26°45′56″E / 48.65333°N 26.76556°E
富爾馬尼夫卡（烏克蘭語：Фурманівка），是烏克蘭的村落，位於該國西部赫梅利尼茨基州，由卡緬涅茨-波多利斯基區負責管轄，面積0.94平方公里，2001年人口299，人口密度每平方公里319.1人。